# Vijfenzestigduizend-vijfhonderdzevenendertighoek
Een vijfenzestigduizend-vijfhonderdzevenendertighoek of 65 537-hoek is een meetkundige figuur, een regelmatige veelhoek, met 65 537 hoeken en evenzoveel zijden. Het aantal hoeken en zijden van een veelhoek wordt meestal aangegeven met de letter {\displaystyle n}, dus is in dit geval {\displaystyle n=65537}, het grootste bekende fermat-priemgetal.

## Regelmatige 65537-hoek
- De grootte {\displaystyle \alpha } van een hoek van een regelmatige 65 537-hoek in graden is:

{\displaystyle \alpha ={\frac {n-2}{n}}\cdot {{180}^{\text{o}}}={\frac {65535}{65537}}\cdot {{180}^{\text{o}}}={{179{,}994...}^{\text{o}}}}
- De formule voor de oppervlakte {\displaystyle A} van een regelmatige {\displaystyle n}-hoek waarvan de lengte van de zijde gelijk is aan {\displaystyle z}, luidt:

{\displaystyle A={\tfrac {1}{4}}n{{z}^{2}}\cot \left({\frac {{180}^{\text{o}}}{n}}\right)}
Voor {\displaystyle n=65537} is dat:
{\displaystyle A={\frac {65537}{4}}\cdot {{z}^{2}}\cot \left({\frac {{180}^{\text{o}}}{65537}}\right)\approx {\text{341}}{\text{.793}}{\text{.067}}{\text{,98}}\cdot {{z}^{2}}}
- Voor de omtrek {\displaystyle S_{in}} van een regelmatige {\displaystyle n}-hoek die in een cirkel[1] is ingeschreven waarvan de lengte van de straal gelijk is aan {\displaystyle 1}, geldt:

{\displaystyle {{S}_{in}}=2n\cdot \sin \left({\frac {{180}^{\text{o}}}{n}}\right)}
Met {\displaystyle n=65537} geeft dit:
{\displaystyle {{S}_{in}}=2\cdot 65537\cdot \sin \left({\frac {{180}^{\text{o}}}{65537}}\right)\approx 6{,}283185}
Hieruit volgt een benadering van het getal {\displaystyle \pi } in {\displaystyle 6} decimalen: {\displaystyle 3{,}141.593} en dit is gelijk aan de werkelijke waarde van {\displaystyle \pi } bij afronding op {\displaystyle 6} decimalen. Een regelmatige 65 537-hoek valt daardoor vrijwel samen met zijn omgeschreven cirkel.

## Construeerbaarheid
Het getal {\displaystyle 65537} is een fermat-priemgetal, omdat het een priemgetal is en omdat:
{\displaystyle 65537={{2}^{{2}^{4}}}+1}
Een regelmatige 65 537-hoek kan op grond van de stelling van Gauss-Wantzel met een passer en een ongemerkte liniaal worden geconstrueerd,
maar de constructie van een dergelijke veelhoek kost uiteraard veel werk. Johann Gustav Hermes 1846-1912 uit Duitsland is de eerste die de constructie heeft uitgevoerd. Hij is in 1878 gepromoveerd op onderzoek naar priemgetallen en heeft 10 jaar, van 1879 tot 1889, over de beschrijving van de constructie gedaan.

## 65537-gram
Een 65 537-gram is een 65 537-zijdige regelmatige sterveelhoek. Omdat 65 537 een priemgetal is, zijn er 32 767 verschillende regelmatige vormen van 65 537-grammen. Deze sterveelhoeken hebben schläfli-symbool {\displaystyle \{65537/n\}} en zijn er voor alle getallen {\displaystyle n} met {\displaystyle 2\leq n\leq 32768}.